# Grans esperances (pel·lícula de 1946)
|  | Per a altres significats, vegeu «Great Expectations». |

Grans esperances (títol original en anglès: Great Expectations) és una pel·lícula britànica dirigida per David Lean, estrenada el 1946 i doblada al català. Està basada en la novel·la, amb el mateix títol, de Charles Dickens. És protagonitzada per John Mills, Bernard Miles, Finlay Currie, Jean Simmons, Martita Hunt, Alec Guinness i Valerie Hobson. Va guanyar dos premis Oscar (el de la millor direcció i el de la millor pel·lícula) i va ser nominada per a tres altres (millor fotografia, millor director i millor guió). La pel·lícula va ser produïda per Ronald Neame i fotografiada per Guy Green.
El guió és una versió reduïda de la novel·la de Dickens, i David Lean es va inspirar després de presenciar una breu versió escènica de 1939 de la novel·la. La pel·lícula es considera actualment com una de les millors de Lean. El 1999, a la llista de 100 pel·lícules britàniques de l'Institut de Cinema Britànic, Great Expectations va ser nomenada la cinquena millor pel·lícula britànica de tots els temps.

## Argument
Adaptació de la novel·la homònima de Charles Dickens. Tracta del fill d'un humil ferrer que és enviat a educar-se a Londres gràcies a els diners d'un benefactor, del qual la identitat desconeix.

## Repartiment
- John Mills: Pip
- Tony Wager: Pip jove
- Valerie Hobson: Estella
- Jean Simmons: Estella jove
- Bernard Miles: Joe Gargery
- Francis L. Sullivan: Mr. Jaggers
- Finlay Currie: Abel Magwitch
- Martita Hunt: Miss Havisham
- Alec Guinness: Herbert Pocket
- Ivor Barnard: Mr. Wemmick

## A l'entorn de la pel·lícula
Va ser també la tercera pel·lícula més popular a la taquilla britànica el 1947, i la pel·lícula més popular a la taquilla canadenca el 1948.
Una revisió del 1999 realitzada als Estats Units per Roger Ebert va destacar que la pel·lícula era "la més gran de totes les pel·lícules sobre Dickens".

## Premis i nominacions

### Premis[9]
- Oscar a la millor direcció artística en blanc i negre per John Bryan i Wilfred Shingleton
- Oscar a la millor fotografia per Guy Green

### Nominacions[9]
- Oscar al millor director per David Lean
- Oscar al millor guió adaptat per David Lean, Ronald Neame i Anthony Havelock-Allan
- Oscar al millor guió adaptat per David Lean, Ronald Neame i Anthony Havelock-Allan